# IC 5193
IC 5193 је елиптична галаксија у сазвјежђу Гуштер која се налази на листи објеката дубоког неба у Индекс каталогу.
Деклинација објекта је + 37° 14' 36" а ректасцензија 22h 15m 43,5s. Привидна величина (магнитуда) објекта IC 5193 износи 14,5 а фотографска магнитуда 15,5. IC 5193 је још познат и под ознакама MCG 6-48-26, NPM1G +36.0480, PGC 68436.